# Estación Ferroviaria de Brasilia
La estación ferroviaria de Brasilia es una estación situada en la capital de Brasil. Se empezó a proyectar en 1956 para inaugurar una estación de ferrocarril de última generación en el ramal Brasilia de la Estrada de Ferro Goiás, en lugar del antiguo Aeropuerto de Vera Cruz. Fue inaugurada en 1976 como estación, pero debido al bajo uso por parte de los pasajeros, fue inaugurada en 1981 también como Estación de Autobuses interestatal, cambiando su nombre a Rodoferroviária de Brasilia, como una gran terminal intermodal entre ferrocarril y autobús. Finalmente, en 2010 fue inhabilitado para pasajeros y actualmente alberga el Departamento de Justicia del Distrito Federal.

## Historia
Proyectado por Lúcio Costa en el Plano Piloto de Brasília en 1956, comenzó a construirse en la década de 1970. En 1976 estaba listo, pero sin usar, en medio de la nada. De hecho, solo comenzó a usarse después de que el gobierno local comenzó a usarlo como Terminal Interestatal de Autobuses, llamándose "Rodoferroviária".
Se convirtió en la principal terminal de buses de las líneas interestatales en el Distrito Federal entre 1981 y 2010, porque con la inauguración de la nueva Estación Central del Metro de Brasilia, el edificio de autobuses dejó de recibir buses interestatales.
La estación de tren sirvió trenes de pasajeros hasta el final del "tren a Brasilia" en 1991 . Actualmente existe una línea de carga para Goiânia y São Paulo, a través de la antigua RFFSA. Está previsto crear un tren regional entre Brasilia y Luziânia .
El edificio que por algunos años estuvo desactivado, perteneciente al Gobierno Federal, y actualmente alberga la Dirección de Justicia del Distrito Federal, Transporte Urbano del Distrito Federal-DFTRANS y la Agencia Reguladora de Agua, Energía y Saneamiento Básico del Distrito Federal-ADASA.